# Edmond Coignet
Pour les articles homonymes, voir Coignet.
Edmond Coignet (né le 4 juillet 1856 à Ville-d'Avray et mort le 29 mars 1915), est un ingénieur et entrepreneur français qui a joué un rôle déterminant dans la théorie du béton armé. 

## Biographie
Fils de l'industriel François Coignet (1814-1888), inventeur du « béton aggloméré » consistant à renforcer le ciment avec des inserts métalliques, Edmond Coignet fit ses études à l'École centrale des arts et manufactures de Paris. 
Il énonça en 1889 les principes du dimensionnement des poutres en ciment armé. 
Il embaucha comme directeur du bureau d'études Napoléon de Tédesco. Ensemble ils ont développé la première formulation théorique du calcul du béton armé. Il les appliqua en 1892 à la construction de l'aqueduc d'Achères avec ses galeries elliptiques. Avec Napoléon de Tédesco, il présente la formulation théorique du calcul du béton armé en 1894 devant l'Académie des sciences et la Société des ingénieurs civils.
Il réoriente de façon définitive les activités de l'entreprise familiale de produits chimiques vers la construction. Avec son procédé de poutres à armatures symétriques, il obtient entre autres l'adjudication du dôme de la gare d’Anvers, le casino de Biarritz, le tablier du Pont Adolphe à Luxembourg (ville). Il fut le premier à utiliser des pieux en béton armé et construisit avec l'architecte Jacques Hermant les premiers immeubles parisiens dans ce matériau :
- Le Magasin des Classes Laborieuses, 85-87 rue du Faubourg-Saint-Martin (1899)
- la salle Gaveau, 45-47 rue La Boétie.

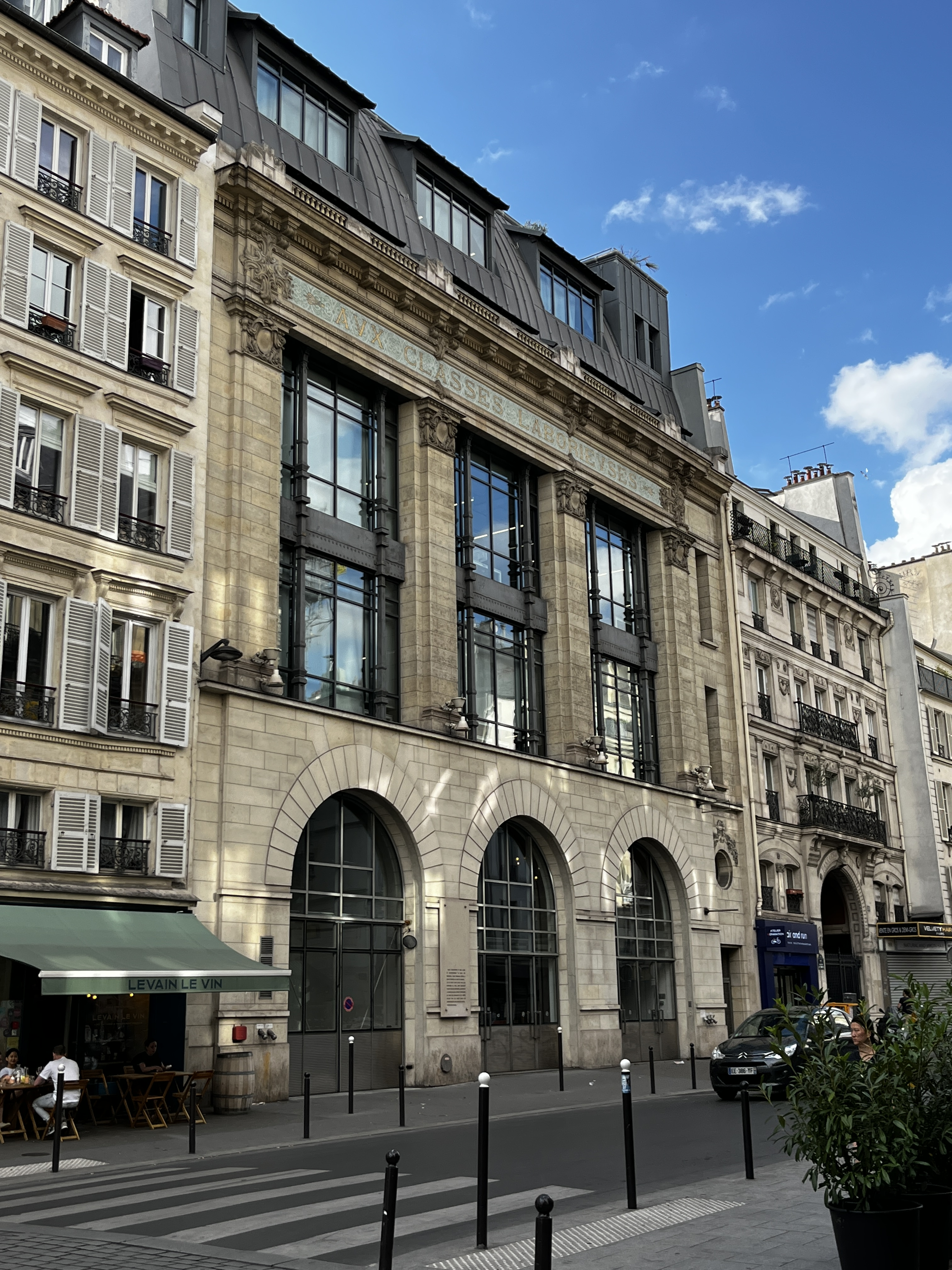
Façade du magasin Aux Classes Laborieuses.
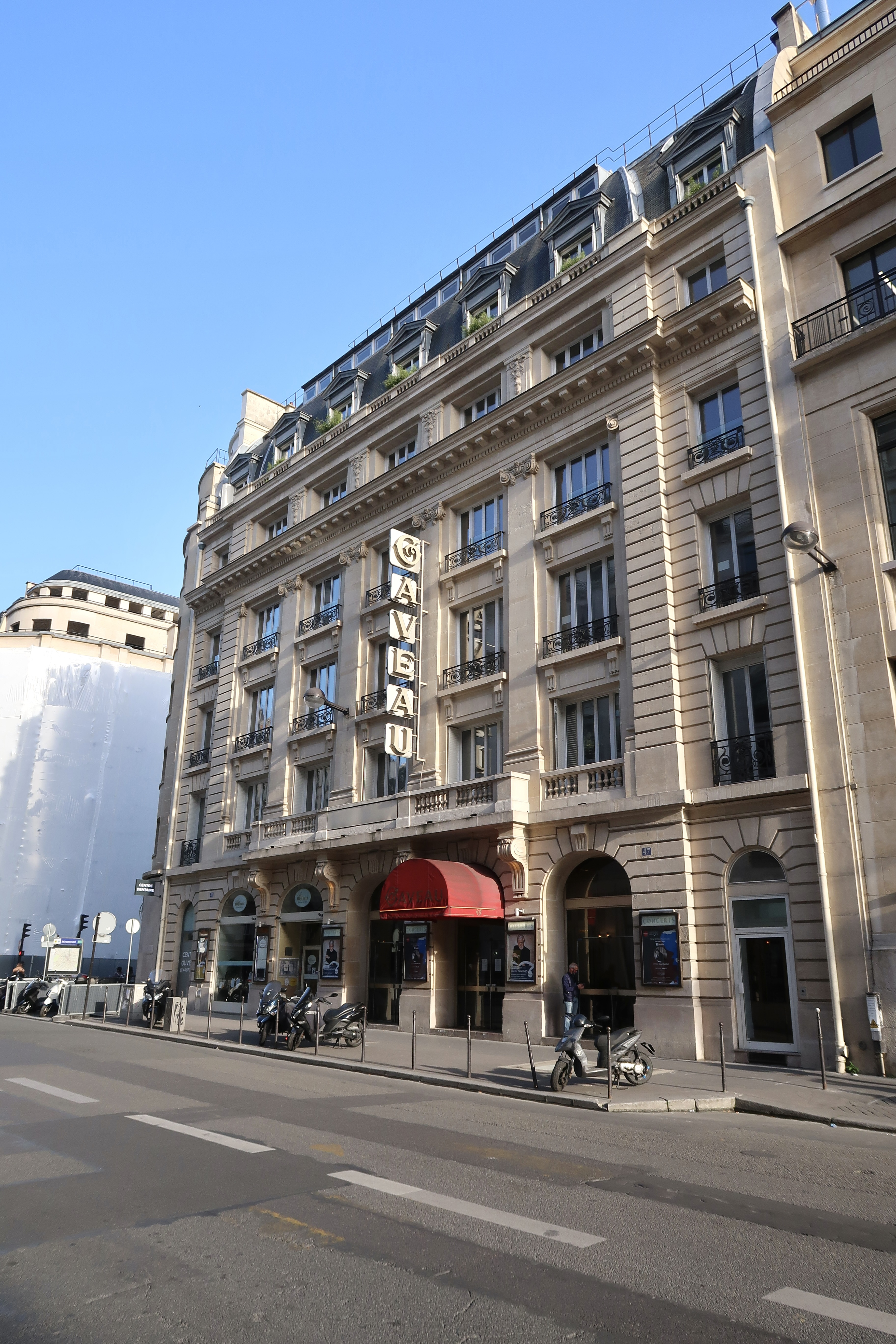
Façade de la salle Gaveau.
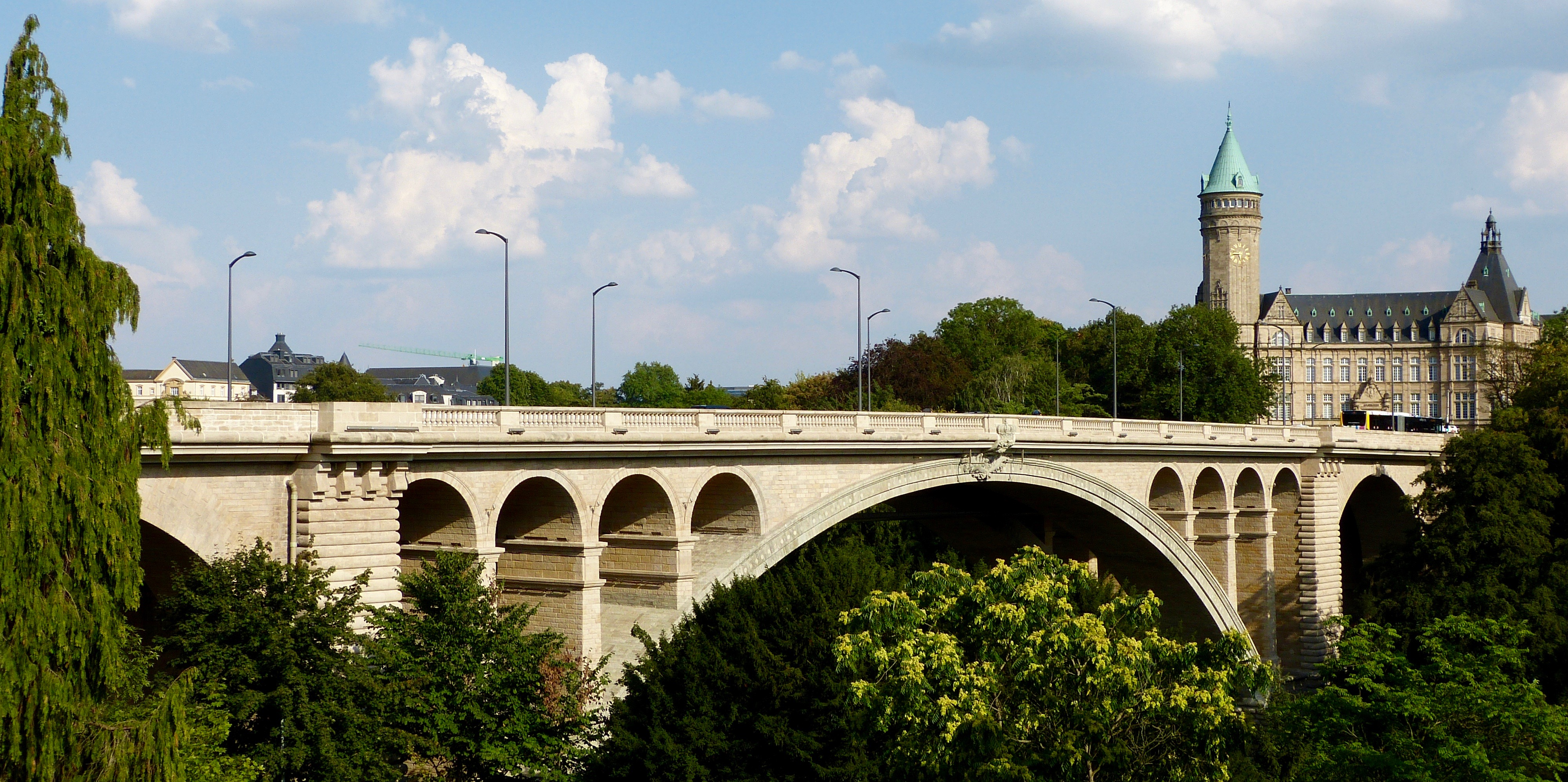
Le pont Adolphe à Luxembourg-Ville.